# مجلس شؤون الأسرة
مجلس شؤون الأسرة هو مجلس تابع لوزارة العمل والتنمية الاجتماعية السعودية ويهدف إلى تعزيز مكانة الأسرة ودورها في المجتمع والنهوض بها، والمحافظة على أسرة قوية متماسكة ترعى أبناءها وتلتزم بالقيم الدينية والأخلاقية والمثل العليا.

## الاختصاصات
1 ـ إعداد مشروع إستراتيجية للأسرة بالتنسيق مع الجهات ذات العلاقة، ورفعه لاستكمال الإجراءات النظامية، ومتابعة تنفيذها وتقويمها بصفة دورية.
2 ـ العمل على قيام الجهات الحكومية والأهلية ذات العلاقة بالأسرة بأدوارها، وتحقيق غاياتها، والتنسيق بينها، لتكوين الرؤية المشتركة للأسرة.
3 ـ التوعية بحقوق أفراد الأسرة وواجباتهم في الإسلام.
4 ـ تحديد المشكلات والمخاطر التي تتعرض لها الأسرة، والعمل على وضع الحلول المناسبة لها.
5 ـ توعية المجتمع بأهمية قضايا الأسرة، وسبل معالجتها.
6 ـ تشجيع المشاركة الأهلية في الاهتمام بقضايا الأسرة، وطرح الحلول لمعالجتها.
7 ـ تقديم الرأي للجهات المعنية حيال التقارير الوطنية التي تعد عن الأسرة (الطفولة، والمرأة، وكبار السن) في السعودية.
8 ـ إبداء الرأي حيال التقارير والدراسات والاستفسارات والتوصيات التي تصدرها الهيئات والمنظمات الإقليمية والدولية حول النشاطات والبرامج المتعلقة بشؤون الأسرة.
9 ـ إبداء المقترحات في شأن التشريعات ذات العلاقة بالأسرة.
10 ـ إعداد قاعدة معلومات بشؤون الأسرة.
11 ـ التعاون مع الهيئات والمنظمات الإقليمية والدولية المعنية بشؤون الأسرة، والمشاركة في المؤتمرات والندوات التي تعقد لبحث قضايا الأسرة.
12 ـ التعاون مع مراكز البحوث المحلية والعالمية، لإجراء البحوث والدراسات المتعلقة بشؤون الأسرة، بحسب الإجراءات المتبعة.
13 ـ إقرار اللوائح الداخلية للمجلس بالاتفاق مع وزارة المالية ووزارة الخدمة المدنية.
14 ـ إقرار الهيكل التنظيمي للمجلس.
15 ـ قبول الهبات والتبرعات والمنح والوصايا والأوقاف التي تقدم للمجلس.

## لجان المجلس
- لجنة الطفولة.
- لجنة كبار السن.
- لجنة المرأة.
- لجنة الحماية الأسرية.

## أعضاء المجلس
- وزير العمل والتنمية الاجتماعية. رئيساً
- ممثل من وزارة الداخلية. عضواً
- ممثل من وزارة الحرس الوطني. (برنامج الأمان الأسري الوطني) عضواً
- ممثل من وزارة الشؤون الإسلامية والدعوة والإرشاد. عضواً
- ممثل من وزارة العدل. عضواً
- ممثل من وزارة العمل والتنمية الاجتماعية. عضواً
- ممثل من وزارة الاقتصاد والتخطيط. عضواً
- ممثل من وزارة الصحة. عضواً
- ممثل من وزارة الثقافة والإعلام. عضواً
- ممثل من وزارة التعليم. عضواً
- ممثل من هيئة حقوق الإنسان. عضواً
- اثنان من المختصين والمهتمين بشؤون الطفولة. عضوين
- 6 من المتخصصات والمهتمات بشؤون الطفولة و المرأة وكبار السن.6 أعضاء[4]
- اثنان من المختصين والمهتمين بشؤون المسنين عضوين

وللمجلس أمانة عامة ترتبط بالرئيس، يرأسها أمين عام، يختاره الرئيس، ويخصص لها عدد كافٍ من الموظفين، مع ما يلزم من التجهيزات الإدارية والفنية.